# Da'i-i jan Napoli
Da'i-i jan Napoli (en persa دایی جان ناپلئون, Estimat oncle Napoleó) és una novel·la sobre la transició al món adult, de creixement personal escrita per l'autor iranià Iraj Pezeshkzad i publicada a Teheran, en persa, l'any 1973. La novel·la va ser adaptada a la televisió el 1976 i la sèrie, dirigida per Nasser Taghvai, i va obtenir una enorme popularitat. Tot i que, tant el llibre com la sèrie televisiva es van prohibir a l'Iran després de la revolució islàmica del 1979, ambdós han seguit circulant àmpliament de forma clandestina i es consideren part fonamental de la cultura popular persa (Nafisi, 2006). Fins al dia d'avui se la considera "la novel·la iraniana més important i més estimada des de la Segona Guerra Mundial" (Ryan, 2006) i "un homenatge a la complexitat, vitalitat, i flexibilitat de la cultura i societat iraniana " (Nafisi, 2006). La novel·la destaca per la paròdia que fa de la creença popular a l'Iran que darrere de tot allò que succeeix al país hi ha la mà ineludible dels anglesos. La novel·la va ser traduïda a l'anglès de la mà del Dick Davis i al castellà per part de Nazanín Armanian i Víctor Fuentes Mora.

## Novel·la

### Argument
La història té lloc durant l'ocupació de l'Iran pels aliats durant la Segona Guerra Mundial. La major part de la trama es desenvolupa a casa del narrador, una gran mansió d'estil iranià de principis del segle XX on hi conviuen tres famílies d'un mateix clan sota la tirania d'un patriarca paranoic que anomenen "l'Estimat Oncle Napoleó". L'oncle -que en realitat és un oficial de baixa graduació retirat de la brigada de cosacs perses que va servir sota el coronel Vladimir Liakhov- afirma i, a mesura que avança la història acaba per creure, que ell i el seu majordom Mash Qasem lluitaren contra l'Imperi Britanic i els seus lacais.
Quan les forces aliades ocupen l'Iran, l'Estimat Oncle, completament posseït per les seves pròpies batalletes, es convenç que els anglesos, aprofitant aquest moment de la història universal, estan preparant la venjança contra ell. El narrador de la historia (sense nom a la novel·la però anomenat Saeed a la sèrie de televisió) és un estudiant de secundària enamorat de la seva cosina Layli, que a la vegada és la filla de l'Estimat Oncle. La història es desenvolupa al voltant de les peripècies del narrador per tal d'evitar el matrimoni concertat de la seva estimada Layli i el seu cosí Puri.
Mentrestant, el pare del mateix narrador i l'Oncle Napoleó passen la vida conspirant l'un contra l'altre, i fent-se la vida impossible a causa d'antigues renyines familiars. Una legió de personatges secundaris memorables, entre ells detectius de la policia, funcionaris del govern, dones de casa, un metge, un carnisser, un predicador adulador, servents, un netejador de sabates i un indi o dos aporten incomptables escenes còmiques al llarg de la novel·la.

### Recepció
Estimat oncle Napoleó, de l'Iraj Pezeshkzad, es va publicar a l'Iran l'any 1973. Com ha explicat el mateix autor, està basada en la seva experiència pròpia quan s'enamora, essent ell molt jove, de la filla d'una familia aristocràtica adinerada. La novel·la es va convertir immediatament en un punt de referència cultural ineludible a l'Iran i els seus personatges són icones nacionals des dels anys setanta.
La novel·la és una representació rica i còmica de la societat iraniana de la dècada dels quaranta, tot i que moltes de les característiques dels diversos personatges de l'obra són perfectament reconeixibles dins de la societat iraniana actual. El jardí en el qual té lloc la història es converteix "en més d'un sentit en un microcosmos de la societat iraniana" (Nafisi, 2006). La novel·la, en el seu nucli, és una història d'amor que es desenvolupa a partir de la delicadesa i puresa de l'amor del narrador per la seva cosina Layli, un amor que está constantment amenaçat per la resta de membres de la familia i l'hilarant laberint d'intrigues i maquinacions que es desencadenen al voltant dels enamorats.
Moltes de les frases i col·loquialismes introduïts en aquesta novel·la han passat a convertir-se en patrimoni de la farsa col·loquial. Potser els més destacats de tots ells siguin la noció d'"oncle napoleonisme" o titllar algú d'"Oncle Napoleó", els quals es refereixen a una creença o a una persona que creu que en teories de conspiració d'estrangers, especialment anglesos, darrere tot els mals de l'Iran. Cal destacar també en aquest sentit que "anar a San Francisco" és un eufemisme per a parlar de les relacions sexuals, i que "d'aquí a la tomba tan sols hi ha ah... ah..." és una expressió que s'utilitza per a mofar-se d'algú que está mentint flagrantment.

## Mini sèrie
El 1976 el director Nasser Taghvai va convertir la novel·la en una popular mini sèrie televisiva de 18 episodis. Amb actuacions espectaculars dels actors iranís més coneguts, la sèrie va obtenir un gran èxit de públic i de crítica, i va contribuir a augmentar la ja anteriorment enorme popularitat del llibre. La sèrie va ser líder d'audiència durant l'emissió de tots i cada un dels seus capítols i es va convertir en el programa més vist els divendres a la nit. Molts la consideren una obra mestra atemporal i la base sobre la qual s'ha edificat tota la comèdia televisiva iraniana moderna.
Des del punt de vista de les finances la sèrie va ser un enorme èxit; el cost de producció s'ha estimat en 50 milions de rials (equivalents a 770.000$ dólars l'any 1976), mentres que l'emissió va obtenir uns guanys de 200 milions de rials, quatre vegades el cost de producció, tan sols en concepte de primera emissió televisiva. A causa de la seva gran popularitat es va reposar constantement a la televisió iraniana fins a l'arribada de la revolució islàmica del 1979. Tot i que la sèrie està prohibida a l'Iran des de llavors, segueix circulant de forma clandestina i segueix sent una de les sèries més populars del país.

## Personatges

### Principals
- L'Estimat Oncle Napoleó (Daï Jan Napoleon): és el patriarca de la familia. L'Estimat Oncle és un personatge paranoic i molt imaginatiu que acaba creient que va tenir un paper fonamental en les guerres contra els anglesos i els seus "lacais". El sobrenom d'Oncle Napoleó li ficaren sarcàsticament els seus nebots degut a la seva admiració obssessiva per l'emperador francés Napoleó Bonaparte.
- El Mash Qasem: és el fidel servent i majordom de l'Estimat Oncle, procedent d'una petita ciutat, Ghiasabad a prop de Qom. Totalment fidel a l'Estimat Oncle, afirma haver lluitat al costat d'ell durant les seves batalles contra l'Exèrcit británic, les més importants de les quals són les batalles de Mamasani i la batalla de Kazerun. Excessivament orgullós de la seva nativa Ghiaasabad, constantement intenta explicar històries sobre ella i té tendència a trair-se quan menteix, començant amb tals frases com: "Per què hauria de mentir? D'aquí a la tomba sols hi ha ah... ah... ". El Mash Qasem es converteix en el missatger pel qual es comuniquen el narrador i la Layli quan no poden trobar-se, en part com a favor al narrador i en part per a satisfer la seva curiositat il·limitada. El Mash Qasem és com un Sancho Panza per al Quixot de l'Estimat Oncle, però a diferència de Sancho, el Mash Qasem no sols no manté els peus a terra sinó que dona ales a les fantasies del seu senyor.
- El narrador: és el narrador de la història i nebot de l'Estimat Oncle. El narrador, el nom del qual no se'ns dona i que a vegades assisteix des de la distància a les barbaritats que fan els seus familiars i altres personatges, s'enamora de la Layli, la filla de l'Estimat Oncle, un día calorós del mes d'agost a les tres menys quart de la tarda.
- El pare del narrador: és un farmacèutic casat amb la germana de l'Estimat Oncle. Després d'anys de veure's ridiculitzat per ell pel fet de no tenir avantpassats aristòcrates, es venja reforçant el seu convenciment que els anglesos volen venjar-se d'ell.
- L'Asadollah Mirza: és un funcionari del Ministeri d'Exteriors i germà del Shamsali Mirza. L'Asadollah Mirza no perd cap oportunitat de seduir les dames amb el seu encant i el seu carisma, sense importar-li si són solteres o casades. Una vegada va estar enamorat, igual que el narrador, però ella el va enganyar i abandonar. El "Mirza" que comparteix amb el seu germa és un títol honorífic que indica un parentesc llunyà amb la familia real Qajar. Tal com avança la novel·la, es converteix en el millor amic del narrador i sovint l'ajuda en els seus esforços per estar amb la seva estimada.

### Secundaris
- L'Oncle Coronel: és el germà menor de l'Estimat Oncle Napoleó. Un oficial que es va retirar de l'exèrcit molt abants d'arribar a coronel, però, així i tot, la familia es dirigeix a ell amb aquest rang.
- El Dustali Khan: és el cunyat de l'Estimat Oncle i el seu familiar preferit. El Dustali és particularment inútil i incapaç quan els altres se'n riuen molt d'ell, especialment Asadollah Mirza. En una ocasió, la seva muller intenta tallar-li el penis amb un ganivet de cuina després de descobrir que li ha estat infidel, i en una altra, li dispara les natges amb una escopeta de perdigons quan descobreix que ha deixat embarassada a la seva fillastra.
- L'Aziz Al-Saltaneh: és l'esposa del Dustali Khan i la mare del Qamar. És la cosina d'Asadollah i del Shamsali Mirza.
- El Dr. Naser Al-Hokama: és un doctor que és amic i metge de la família. S'ha casat en tres cops i en diverses ocasions durant la novel·la es caricaturitzen els seus esacassos coneixements de medicina.
- El Shamsali Mirza: és el germà gran de l'Asadollah Mirza. És un fiscal retirat del districte que creu que un bon interrogatori és la solució a tots els problemes de la vida.
- La Layli: és la filla de l'Estimat Oncle. Ella i el narrador s'enamoren, però el seu pare ha concertat el seu matrimoni amb l'altre.
- El Puri: és el fill de l'Oncle Coronel i membre del matrimoni que ha estat concertat amb la Layli. Sempre objecte de ridícul per al narrador, l'exèrcit el recluta per a lluitar contra la invasió dels aliats, però ell s'esvaeix durant la batalla al sentir el primer tret. Perd un dels seus testicles en una baralla amb el narrador, convertint-se, aleshores, en víctima dels tractaments del doctor Naser al-Hokama.
- La Qamar: és la filla que va tenir Aziz al-Saltaneh del seu primer matrimoni, i la fillastra del Dustali Khan. Té un problema de sobrepès i de desenvolupament mental. La familia fa l'impossible per trobar-li un marit i salvar el seu honor després que es quedi embarassada del Dustali Khan.
- El Subinspector Taymur Khan: és un detectiu "internacionalment famós" per a dur a terme investigacions sorpreses. Un personatge memorable i un dels policies més absurds que ha aparegut en una novel·la en qualsevol idioma.
- L'Oficial cadet Ghiaasabadi: és un vell detectiu adicte a l'opi que actua com l'ajudant del subinspector Taymur Khan i que acaba casant-se amb el Qamar i emportant-se els diners de la seva herència malgrat l'oposició i els innombrables obstacles que li posa el Dustali Khan.
- La Naneh Rajab: és la mare de l'oficial cadet Ghiaasabadi.
- L'Akhtar: és la germana de l'oficial cadet Ghiasabdi's. Una dona promisqua i ballarina d'un club nocturn.
- L'Asghar el Diesel: El xicot d'Akhtar, un perdonavides de carrer.
- La Farokh Laqa: és una dona gran tafanera que mai es va casar i que sempre està buscant funerals on assistir.
- El brigadier Maharat Khan: és un empresari sij que l'Estimat Oncle pren per un espia anglès, tot i que ja no pertany a l'Exèrcit britànic.
- La Lady Maharat Khan: és l'esposa anglesa i rossa del brigadier.
- El Shir Ali, el carnicer: Un carnicer gigantesc i violent que protegeix obssessivament l'honor de la seva dona pero que és massa tonto com per adonar-se'n del que succeeix a la seva pròpia casa. El "Shir" del seu nom significa "lleó".
- La Tahereh: és la lasciva i formosa dona del Shir Ali, amb la qual han dormit tots els homes del veïnat, des del Dustali Khan al Asadollah Mirza.
- L'Houshang: és un sabater i netejabotes local que l'Estimat oncle Napoleó creu que és un agent enviat pels alemanys per a protegir-lo dels britànics.
- El Seyed Abolqasem: és un predicador local.
- La Naneh Bilqis: és la criada i cuinera de l'Estimat Oncle.